# Ondreville-sur-Essonne
Ondreville-sur-Essonne és un municipi francès, situat al departament del Loiret i a la regió de Centre – Vall del Loira. L'any 2007 tenia 359 habitants.

## Demografia

### Població
El 2007 la població de fet d'Ondreville-sur-Essonne era de 359 persones. Hi havia 135 famílies, de les quals 24 eren unipersonals (12 homes vivint sols i 12 dones vivint soles), 54 parelles sense fills, 45 parelles amb fills i 12 famílies monoparentals amb fills.
La població ha evolucionat segons el següent gràfic:
Habitants censats

### Habitatges
El 2007 hi havia 197 habitatges, 138 eren l'habitatge principal de la família, 44 eren segones residències i 14 estaven desocupats. 190 eren cases i 5 eren apartaments. Dels 138 habitatges principals, 130 estaven ocupats pels seus propietaris, 7 estaven llogats i ocupats pels llogaters i 1 estava cedit a títol gratuït; 6 tenien dues cambres, 20 en tenien tres, 46 en tenien quatre i 66 en tenien cinc o més. 101 habitatges disposaven pel capbaix d'una plaça de pàrquing. A 55 habitatges hi havia un automòbil i a 79 n'hi havia dos o més.

### Piràmide de població
La piràmide de població per edats i sexe el 2009 era:
| Homes | Edats   | Dones |
| ----- | ------- | ----- |
| 0     | 95 o +  | 0     |
| 0     | 90 a 94 | 0     |
| 0     | 85 a 89 | 8     |
| 0     | 80 a 84 | 0     |
| 4     | 75 a 79 | 0     |
| 12    | 70 a 74 | 8     |
| 12    | 65 a 69 | 8     |
| 16    | 60 a 64 | 4     |
| 0     | 55 a 59 | 12    |
| 20    | 50 a 54 | 12    |
| 8     | 45 a 49 | 12    |
| 28    | 40 a 44 | 8     |
| 4     | 35 a 39 | 24    |
| 16    | 30 a 34 | 0     |
| 0     | 25 a 29 | 8     |
| 8     | 20 a 24 | 0     |
| 20    | 15 a 19 | 16    |
| 24    | 10 a 14 | 12    |
| 0     | 5 a 9   | 12    |
| 12    | 0 a 4   | 4     |

## Economia
El 2007 la població en edat de treballar era de 226 persones, 175 eren actives i 51 eren inactives. De les 175 persones actives 165 estaven ocupades (86 homes i 79 dones) i 10 estaven aturades (6 homes i 4 dones). De les 51 persones inactives 12 estaven jubilades, 23 estaven estudiant i 16 estaven classificades com a «altres inactius».

### Ingressos
El 2009 a Ondreville-sur-Essonne hi havia 152 unitats fiscals que integraven 389 persones, la mediana anual d'ingressos fiscals per persona era de 21.226 €.

### Activitats econòmiques
Dels 8 establiments que hi havia el 2007, 1 era d'una empresa de fabricació d'altres productes industrials, 2 d'empreses de construcció, 3 d'empreses de comerç i reparació d'automòbils, 1 d'una empresa d'informació i comunicació i 1 d'una empresa classificada com a «altres activitats de serveis».
Dels 2 establiments de servei als particulars que hi havia el 2009, 1 era una fusteria i 1 electricista.
L'any 2000 a Ondreville-sur-Essonne hi havia 5 explotacions agrícoles que ocupaven un total de 610 hectàrees.

## Equipaments sanitaris i escolars
El 2009 hi havia una escola maternal integrada dins d'un grup escolar amb les comunes properes formant una escola dispersa.

## Poblacions més properes
El següent diagrama mostra les poblacions més properes.